# Nicky Degrendele
Nicky Degrendele, née le 11 octobre 1996 à Knokke-Heist est une coureuse cycliste belge, membre de l'équipe Topsport Vlaanderen-Guill D'or. Spécialisée dans les épreuves de sprint sur piste, elle est championne du monde de keirin en 2018 et médaillée d'argent du championnat d'Europe de keirin en 2016.

## Palmarès

### Jeux olympiques
- Paris 2024
  - 11e du keirin

### Championnats du monde
| Édition / Épreuve          | Keirin | Vitesse individuelle |
| Glasgow 2013 (juniors)     |        | Argent               |
| Gwangmyeong 2014 (juniors) | Or     | Bronze               |
| Hong Kong 2017             | Bronze | 21e                  |
| Apeldoorn 2018             | Or     | 15e                  |
| Pruszków 2019              | 10e    | 26e                  |

### Coupe du monde
- 2016-2017 
  - 2e du keirin à Apeldoorn
  - 3e du keirin à Cali
- 2017-2018
  - 1re du keirin à Minsk
  - 3e de la vitesse à Minsk
- 2019-2020
  - 3e du keirin à Brisbane

### Coupe des nations
- 2023
  - 2e du keirin au Caire

### Ligue des champions
- 2023
  - 2e du keirin à Paris

### Championnats d'Europe
| Édition / Épreuve              | Keirin | Vitesse individuelle | Vitesse par équipes |
| Anadia 2013 (juniors)          | Argent | Argent               | Bronze              |
| Anadia 2014 (juniors)          | Or     | Bronze               |                     |
| Montichiari 2016 (espoirs)     | Argent |                      |                     |
| Saint-Quentin-en-Yvelines 2016 | Argent | 4e                   |                     |
| Aigle 2018 (espoirs)           | Or     | Bronze               |                     |
| Glasgow 2018                   | Argent |                      |                     |
| Munich 2022                    | 4e     | 11e                  |                     |
| Granges 2023                   | 5e     | 8e                   | 6e                  |

### Championnats nationaux
- Championne de Belgique du 500 mètres juniors en 2013, 2014
- Championne de Belgique de keirin juniors en 2013
- Championne de Belgique de vitesse juniors en 2013, 2014
- Championne de Belgique de vitesse par équipes juniors en 2013, 2014
- Championne de Belgique de poursuite juniors en 2013
- Championne de Belgique de scratch juniors en 2013, 2014

- Championne de Belgique de keirin en 2014, 2015, 2016, 2017, 2022 et 2023
- Championne de Belgique de vitesse en 2015, 2017 et 2023
- Championne de Belgique du 500 mètres en 2017

## Distinctions
- Vélo de cristal en 2018